# جون ألاغيا
جون ألاغيا (John Alagía) هو منتج موسيقي أمريكي، كانت بداياته كموسيقي. أصبح مشهوراً لتعاونه وعمله مع عدة فرق أمريكية ومغنين مثل ديف ماثيوز، بن فولدس فايف، ولايف هاوس.

## وصلات خارجية
- جون ألاغيا على موقع IMDb (الإنجليزية)
- جون ألاغيا على موقع ميوزك برينز (الإنجليزية)
- جون ألاغيا على موقع أول ميوزيك (الإنجليزية)
- جون ألاغيا على موقع ديسكوغز (الإنجليزية)
- الموقع الرسمي